# Zbigniew Witaszek
Zbigniew Witaszek (ur. 11 stycznia 1942 w Horyszowie) – polski polityk, przedsiębiorca, restaurator, poseł na Sejm IV kadencji.

## Życiorys

### Wykształcenie i praca zawodowa
W 1981 ukończył studia na Wydziale Turystyki Akademii Wychowania Fizycznego we Wrocławiu. W latach 1961–1964 pracował jako inspektor w Państwowej Inspekcji Handlowej. Następnie do 1971 był kierownikiem w restauracji. Od 1971 do 1986 kierował Kombinatem Gastronomicznym „Mazowsze” w Białobrzegach. Od 1986 prowadzi zajazd „U Witaszka” w Czosnowie w powiecie nowodworskim. Zasiadał w komisji egzaminacyjnej cechu wędliniarzy w zawodzie kuchmistrzostwo.

### Działalność polityczna
W 1992 współtworzył partię Przymierze Samoobrona (działającą od 2000 pod nazwą Samoobrona Rzeczpospolitej Polskiej). Bez powodzenia ubiegał się z jej ramienia o mandat posła w wyborach w 1997 w okręgu podwarszawskim. W wyborach parlamentarnych w 2001 został wybrany do Sejmu IV kadencji w okręgu podwarszawskim z listy tej partii (7583 głosy). W 2003 został wykluczony z Samoobrony RP. Niedługo potem współtworzył Polską Rację Stanu, której został wiceprzewodniczącym. Objął też funkcję przewodniczącego jej koła polskiego. Jako członek PRS, wstąpił następnie do Federacyjnego Klubu Parlamentarnego, później był posłem niezrzeszonym. Zasiadał w Komisji Skarbu Państwa, Komisji Kultury Fizycznej i Sportu, a także komisji śledczej w sprawie PKN Orlen.
W wyborach parlamentarnych w 2005 jako członek Polskiej Racji Stanu bez powodzenia ubiegał się o reelekcję z listy PSL (otrzymał 1039 głosów). Po 2005 brał udział w organizowaniu nowych partii politycznych – Samoobrony Ruch Społeczny i Samoobrony Odrodzenie. W 2007 został wiceprzewodniczącym nowo zarejestrowanej partii Samoobrona Patriotyczna (wyrejestrowanej w 2013). W latach 2008–2018 pełnił tę samą funkcję w partii Polska Patriotyczna.
W wyborach samorządowych w 2010 z jej ramienia bez powodzenia kandydował na radnego sejmiku mazowieckiego oraz na wójta gminy Czosnów (otrzymał 9,19% głosów). W 2011 został pełnomocnikiem wojewódzkim Związku Zawodowego Rolnictwa i Obszarów Wiejskich „Regiony”. W wyborach parlamentarnych w tym samym roku bez powodzenia kandydował do Senatu z ramienia Polskiej Partii Pracy – Sierpień 80 (jako przedstawiciel Polski Patriotycznej), otrzymując 6941 głosów i zajmując ostatnie miejsce spośród sześciu kandydatów. W 2018 był kandydatem KWW Bezpartyjni Samorządowcy do sejmiku mazowieckiego, a w 2019 bezpartyjnym kandydatem do Sejmu z ramienia Konfederacji Wolność i Niepodległość. Znalazł się potem wśród założycieli zarejestrowanej w 2021 partii Bezpartyjni.

## Życie prywatne
Jest żonaty, ma dwoje dzieci.

## Wyniki w wyborach parlamentarnych
| Wybory | Komitet wyborczy | Komitet wyborczy                     | Organ               | Okręg | Wynik        |
| ------ | ---------------- | ------------------------------------ | ------------------- | ----- | ------------ |
| 1997   |                  | Przymierze Samoobrona                | Sejm III kadencji   | nr 2  | 39 (0,01%)   |
| 2001   |                  | Samoobrona Rzeczpospolitej Polskiej  | Sejm IV kadencji    | nr 20 | 7583 (2,59%) |
| 2005   |                  | Polskie Stronnictwo Ludowe           | Sejm V kadencji     | nr 20 | 1039 (0,33%) |
| 2011   |                  | Polska Partia Pracy – Sierpień 80    | Senat VIII kadencji | nr 40 | 6941 (3,24%) |
| 2019   |                  | Konfederacja Wolność i Niepodległość | Sejm IX kadencji    | nr 20 | 526 (0,09%)  |